# Ekpyrosis
Ekpyrosis (zu altgriechisch ἐκπύρωσις ‚Ausbrennen‘) bezeichnet in der Philosophie einen Feueruntergang bzw. den Weltenbrand als ergänzenden Terminus zum Wasseruntergang des Kataklysmos; diesem Weltuntergang kann ein Neubeginn, die Palingenesis, folgen.

## Begriffsgeschichte
Man ist sich einig, dass die Vorstellung vom feurigen Weltende sehr alt sei. Wo genau die Wurzeln sind, darüber herrscht allerdings keine Klarheit. Insbesondere die Verknüpfung des sogenannten Großen Jahres mit der Ekpyrosis scheint alt zu sein. Bartel Leendert van der Waerden argumentiert überzeugend für einen babylonischen Ursprung des Konzeptes eines durch spezielle Konstellationen sich bestimmenden großen Weltzyklus. Seneca zitiert einen babylonischen Priester und Astronomen:
Berossos, der Dolmetscher des Bel, sagt, dass dies durch den Lauf der Sterne bewirkt wird; er behauptet sogar, dass der Sternenlauf die Zeit einer Feuerkatastrophe und einer Überflutung bestimmt. Ein Brand nämlich wird auf der Erde wüten, wenn alle Sterne, die jetzt in verschiedenen Bahnen wandern, im Krebs zusammenkommen, d. h. wenn sie unter derselben Stelle stehen, so dass eine gerade Linie durch alle ihre Örter hindurchgehen kann; eine Überflutung aber steht bevor, wenn die Schar derselben Sterne im Steinbock zusammenkommt. Ersteres bewirkt die Sommerwende, letzteres die Winterwende. Die größte Macht haben diese Zeichen, wenn in der Umwandlung des Kosmos die Wendepunkte des Jahres stattfinden.
Was das Element des Feuers beim Weltende betrifft, so meint van der Waerden allerdings, weder bei den Babyloniern noch den Griechen, dafür aber im alten Iran fündig zu werden. Die große Bedeutung des Feuers im Zoroastrismus ist bekannt, und ein reinigendes Feuer beim Weltende und Weltgericht erscheint in den heiligen Schriften, beispielsweise im mittelpersischen Bundahischn:
Darauf werden durch das Feuer Armustin die Metalle in den Bergen und Hügeln flüssig werden und werden einem Strome gleich auf Erden sein. Dann werden alle Menschen in das flüssige Metall gehen und geläutert werden. Wer fromm ist, dem wird es scheinen, als ob er in warmer Milch ginge; wer gottlos, dem wird es so scheinen, wie wenn er in der Welt in flüssigem Metall ginge.
Von da scheinen diese Vorstellungen ihren Wegen in den Westen gefunden zu haben, denn ganz ähnliches erscheint in so unterschiedlichen Schriften wie den Orakeln der Sibylle, in der gnostischen Schrift Pistis Sophia, bei den Stoikern und in manchen apokryphen Apokalypsen, z. B. dem Testament des Isaak.
Als erster der griechischen Philosophen soll Heraklit von einer Ekpyrosis gesprochen haben. Das wird aber heute bezweifelt, zumal das folgende berühmte Zitat zur Feuer-Lehre des Heraklit eher eine ewig bestehende Welt zu proklamieren scheint:
κόσμον τόνδε, τὸν αὐτὸν ἁπάντων, οὔτε τις θεῶν οὔτε ἀνθρώπων ἐποίησεν, ἀλλ' ἦν ἀεὶ καὶ ἔστιν καὶ ἔσται πῦρ ἀείζωον, ἁπτόμενον μέτρα καὶ ἀποσβεννύμενον μέτρα
Diese Welt, dieselbe von allem, hat weder ein Gott noch ein Mensch geschaffen, sondern sie war immer, ist immer und wird sein ewig lebendes Feuer, sich entzündend nach Maßen und erlöschend nach Maßen.